# Elezioni regionali in Lombardia del 2013
Le elezioni regionali del 2013 si sono tenute il 24 e 25 febbraio 2013 a seguito delle dimissioni del Consiglio regionale del 26 ottobre 2012. Sono le prime elezioni regionali anticipate nella storia della Lombardia. Nella stessa data si sono tenute le elezioni politiche e le elezioni regionali nel Lazio e in Molise. Al termine dello scrutinio è stato eletto Presidente della Regione Roberto Maroni (Lega Nord) con il 42,81% dei voti contro il 38,24% ottenuto da Umberto Ambrosoli, candidato di centrosinistra.

## Legge elettorale
In Lombardia si è applicata per la prima volta una legge elettorale regionale per le elezioni regionali (l.r. 31 ottobre 2012, n. 17). La nuova legge è stata adottata prima delle dimissioni dei 74 membri su 80 del Consiglio il 26 ottobre 2012.. Il Consiglio regionale è composto da ottanta consiglieri, compreso il Presidente della Regione. Gli altri 79 consiglieri regionali sono eletti con criterio proporzionale sulla base di liste circoscrizionali concorrenti collegate a un candidato presidente, con applicazione di un premio di maggioranza in favore delle liste collegate al presidente eletto.
Le circoscrizioni elettorali coincidono con i territori delle province lombarde esistenti al 1º gennaio 2012. Ogni lista circoscrizionale è raggruppata a livello regionale; ogni gruppo di liste deve essere presente almeno in cinque province. In ogni circoscrizione perciò un candidato presidente può essere collegato a più d'una lista. Gli elettori dispongono di un voto per il candidato presidente e di un voto per una lista provinciale, nonché di un voto di preferenza per uno dei candidati della lista votata. Si può votare per un candidato presidente e per una lista collegata a un altro candidato presidente (cd. "voto disgiunto"). È eletto Presidente della Regione il candidato che ha conseguito il maggior numero di voti validi in ambito regionale. Alle liste collegate al presidente eletto è assegnato un premio di maggioranza variabile: almeno il 55% dei seggi assegnati al Consiglio regionale se il candidato proclamato eletto Presidente della Regione ha ottenuto meno del 40% dei voti validi; almeno il 60% dei seggi assegnati al Consiglio regionale se il candidato proclamato eletto Presidente della Regione ha ottenuto una percentuale di voti validi pari al 40% o superiore.
Le liste collegate al presidente eletto non possono comunque ottenere più del 70% dei seggi. I seggi restanti sono ripartiti, con metodo proporzionale, tra le liste collegate ai candidati alla presidenza non eletti. I seggi sono attribuiti a livello regionale con Metodo D'Hondt ai diversi gruppi di liste e distribuiti quindi alle liste provinciali appartenenti al singolo gruppo. Partecipano all'assegnazione dei seggi i gruppi di liste che abbiano ottenuto a livello regionale almeno il 3% dei voti espressi, ovvero che siano collegati a un candidato presidente che abbia ottenuto almeno il 5% dei voti validi. È eletto consigliere il candidato alla carica di Presidente secondo classificato, con riserva al medesimo dell'ultimo dei quozienti spettanti ai gruppi di liste collegati. Secondo la legge Tatarella, erano eletti sul territorio soltanto 64 consiglieri, mentre 16 erano eletti in una lista regionale (cd. listino), guidata dal candidato presidente. La lista regionale prima classificata, perciò, eleggeva il presidente della Regione e 15 consiglieri "blindati" (poiché non sottoposti singolarmente al voto popolare).

## Selezione dei candidati

### Primarie del centrosinistra
Il 15 dicembre 2012 si sono svolte le primarie per la scelta del candidato a presidente della regione per il "Patto Civico per la Lombardia", coalizione regionale di centrosinistra. Umberto Ambrosoli, indipendente appoggiato dal gruppo dirigente del PD, ha vinto la contesa con il 57,7% di voti, davanti rispettivamente al giornalista Andrea Di Stefano e alla ginecologa Alessandra Kustermann. Alle primarie hanno partecipato 150.422 lombardi.

### "Regionali" del Movimento 5 Stelle
Tutti i lombardi iscritti al portale del Movimento 5 Stelle alla data del 30 settembre 2012 hanno avuto la possibilità di scegliere con una votazione online sia i candidati della lista sia il candidato presidente alla regione. Tale procedimento di scelta ha creato non poche discussioni, a causa dei dubbi legati alle reale imparzialità e veridicità dei risultati ottenuti sul Web.

## I candidati alla presidenza
Sono candidati alla presidenza (in ordine alfabetico):
- Gabriele Albertini, europarlamentare eletto con il Popolo della Libertà e già sindaco di Milano dal 1997 al 2006, appoggiato dal Movimento Lombardia Civica e dall'Unione di Centro;
- Umberto Ambrosoli, avvocato penalista, appoggiato dal Partito Democratico, Sinistra Ecologia Libertà, Italia dei Valori, Partito Socialista Italiano, Etico a Sinistra[6], Centro Popolare Lombardo e Con Ambrosoli Presidente-Patto Civico;
- Silvana Carcano, appoggiata dal Movimento 5 Stelle;
- Roberto Maroni, Segretario federale della Lega Nord e già Ministro dell'Interno, appoggiato da Lega Nord, Il Popolo della Libertà, lista civica Maroni Presidente, Fratelli d'Italia - Centrodestra Nazionale, Lista Lavoro e Libertà, Partito Pensionati e Alleanza Ecologica-Lombardia Popolare;
- Carlo Maria Pinardi, docente alla Bocconi, appoggiato da Fare per Fermare il Declino[7].

## Affluenza
- Alle ore 12,00 di domenica 24 febbraio la percentuale dei votanti era del 17,06%.
- Alle ore 19,00 di domenica 24 febbraio la percentuale dei votanti era del 51,23%.
- Alle ore 22,00 di domenica 24 febbraio la percentuale dei votanti era del 57,87%[8].

L'affluenza finale alle urne è stata del 76,73%: 5.938.044 votanti su 7.738.280 aventi diritto al voto.

## Risultati
|                                            | Roberto Maroni ✔️ Presidente | 2 456 921            | 42,82 | Il Popolo della Libertà     | 904 742   | 16,73 | 19 |  |  |
| Lega Nord                                  | Roberto Maroni ✔️ Presidente | 2 456 921            | 42,82 | 700 907                     | 12,96     | 15    |    |  |  |
| Maroni Presidente                          | Roberto Maroni ✔️ Presidente | 2 456 921            | 42,82 | 552 863                     | 10,23     | 11    |    |  |  |
| Fratelli d'Italia - Centrodestra Nazionale | Roberto Maroni ✔️ Presidente | 2 456 921            | 42,82 | 83 810                      | 1,55      | 2     |    |  |  |
| Partito Pensionati                         | Roberto Maroni ✔️ Presidente | 2 456 921            | 42,82 | 50 843                      | 0,94      | 1     |    |  |  |
| Lista Lavoro e Libertà                     | Roberto Maroni ✔️ Presidente | 2 456 921            | 42,82 | 27 374                      | 0,51      | –     |    |  |  |
| Alleanza Ecologica-Lombardia Popolare      | Roberto Maroni ✔️ Presidente | 2 456 921            | 42,82 | 8 270                       | 0,15      | –     |    |  |  |
|                                            | Umberto Ambrosoli            | 2 194 169            | 38,24 | Partito Democratico         | 1 369 440 | 25,33 | 17 |  |  |
| Patto Civico                               | Umberto Ambrosoli            | 2 194 169            | 38,24 | 380 241                     | 7,03      | 4     |    |  |  |
| Sinistra Ecologia Libertà                  | Umberto Ambrosoli            | 2 194 169            | 38,24 | 97 627                      | 1,81      | –     |    |  |  |
| Centro Popolare Lombardo                   | Umberto Ambrosoli            | 2 194 169            | 38,24 | 63 885                      | 1,18      | –     |    |  |  |
| Etico a Sinistra (PRC - PdCI)              | Umberto Ambrosoli            | 2 194 169            | 38,24 | 52 152                      | 0,96      | –     |    |  |  |
| Italia dei Valori                          | Umberto Ambrosoli            | 2 194 169            | 38,24 | 35 141                      | 0,65      | –     |    |  |  |
| Partito Socialista Italiano                | Umberto Ambrosoli            | 2 194 169            | 38,24 | 16 624                      | 0,31      | –     |    |  |  |
| Seggio di coalizione                       | Seggio di coalizione         | Seggio di coalizione | 38,24 | 1                           |           |       |    |  |  |
|                                            | Silvana Carcano              | 782 007              | 13,63 | Movimento 5 Stelle          | 775 211   | 14,34 | 9  |  |  |
|                                            | Gabriele Albertini           | 236 597              | 4,12  | Lombardia Civica            | 133 435   | 2,47  | –  |  |  |
| Unione di Centro                           | Gabriele Albertini           | 236 597              | 4,12  | 85 721                      | 1,59      | –     |    |  |  |
|                                            | Carlo Maria Pinardi          | 68 133               | 1,19  | Fare per Fermare il Declino | 68 469    | 1,27  | –  |  |  |
| Totale                                     | Totale                       | 5 737 827            | 100   |                             | 5 406 755 | 100   | 79 |  |  |
|                                            |                              |                      |       |                             |           |       |    |  |  |
| Schede bianche                             | Schede bianche               | 67 286               | 1,13  |                             |           |       |    |  |  |
| Schede nulle                               | Schede nulle                 | 132 931              | 2,24  |                             |           |       |    |  |  |
| Votanti                                    | Votanti                      | 5 938 044            | 76,74 |                             |           |       |    |  |  |
| Elettori                                   | Elettori                     | 7 738 280            |       |                             |           |       |    |  |  |

## Consiglieri eletti
| Collegio        | Lista                                      | Eletto                    |
| --------------- | ------------------------------------------ | ------------------------- |
| Lombardia       |                                            | Roberto Maroni            |
| Lombardia       | Umberto Ambrosoli                          |                           |
| Milano          | Partito Democratico                        | Fabio Pizzul              |
| Milano          | Partito Democratico                        | Rocco Massimo D'Avolio    |
| Milano          | Partito Democratico                        | Onorio Rosati             |
| Milano          | Partito Democratico                        | Carlo Borghetti           |
| Milano          | Partito Democratico                        | Sara Valmaggi             |
| Milano          | Il Popolo della Libertà                    | Mario Mantovani           |
| Milano          | Il Popolo della Libertà                    | Luca Del Gobbo            |
| Milano          | Il Popolo della Libertà                    | Alessandro Colucci        |
| Milano          | Il Popolo della Libertà                    | Fabio Altitonante         |
| Milano          | Il Popolo della Libertà                    | Giulio Gallera            |
| Milano          | Movimento 5 Stelle                         | Silvana Carcano           |
| Milano          | Movimento 5 Stelle                         | Eugenio Casalino          |
| Milano          | Movimento 5 Stelle                         | Stefano Buffagni          |
| Milano          | Patto Civico con Ambrosoli Presidente      | Lucia Castellano          |
| Milano          | Patto Civico con Ambrosoli Presidente      | Paolo Giovanni Micheli    |
| Milano          | Maroni Presidente                          | Marco Tizzoni             |
| Milano          | Maroni Presidente                          | Stefano Bruno Galli       |
| Milano          | Maroni Presidente                          | Carolina Toia             |
| Milano          | Maroni Presidente                          | Maria Teresa Baldini      |
| Milano          | Maroni Presidente                          | Antonio Saggese           |
| Milano          | Lega Nord                                  | Fabrizio Cecchetti        |
| Milano          | Lega Nord                                  | Jari Colla                |
| Milano          | Fratelli d'Italia - Centrodestra Nazionale | Riccardo De Corato        |
| Milano          | Partito Pensionati                         | Elisabetta Fatuzzo        |
| Bergamo         | Partito Democratico                        | Maurizio Martina          |
| Bergamo         | Partito Democratico                        | Jacopo Scandella          |
| Bergamo         | Lega Nord                                  | Roberto Anelli            |
| Bergamo         | Lega Nord                                  | Silvana Saita             |
| Bergamo         | Il Popolo della Libertà                    | Angelo Capelli            |
| Bergamo         | Il Popolo della Libertà                    | Alessandro Sorte          |
| Bergamo         | Movimento 5 Stelle                         | Dario Violi               |
| Bergamo         | Maroni Presidente                          | Lara Magoni               |
| Bergamo         | Patto Civico                               | Roberto Bruni             |
| Brescia         | Partito Democratico                        | Gian Antonio Girelli      |
| Brescia         | Partito Democratico                        | Corrado Tomasi            |
| Brescia         | Lega Nord                                  | Fabio Rolfi               |
| Brescia         | Lega Nord                                  | Donatella Martinazzoli    |
| Brescia         | Il Popolo della Libertà                    | Alberto Cavalli           |
| Brescia         | Il Popolo della Libertà                    | Mauro Parolini            |
| Brescia         | Movimento 5 Stelle                         | Giampietro Maccabiani     |
| Brescia         | Maroni Presidente                          | Alessandro Sala           |
| Brescia         | Maroni Presidente                          | Fabio Angelo Fanetti      |
| Brescia         | Patto Civico                               | Michele Busi              |
| Como            | Partito Democratico                        | Luca Gaffuri              |
| Como            | Il Popolo della Libertà                    | Alessandro Fermi          |
| Como            | Lega Nord                                  | Dario Bianch              |
| Como            | Maroni Presidente                          | Maria Daniela Maroni      |
| Como            | Fratelli d'Italia                          | Francesco Dotti           |
| Cremona         | Partito Democratico                        | Agostino Alloni           |
| Cremona         | Il Popolo della Libertà                    | Salvatore Carlo Malvezzi  |
| Cremona         | Lega Nord                                  | Federico Lena             |
| Lecco           | Partito Democratico                        | Raffaele Straniero        |
| Lecco           | Il Popolo della Libertà                    | Mauro Piazza              |
| Lecco           | Lega Nord                                  | Antonello Formenti        |
| Lodi            | Il Popolo della Libertà                    | Claudio Pedrazzini        |
| Lodi            | Lega Nord                                  | Pietro Foroni             |
| Mantova         | Partito Democratico                        | Marco Carra               |
| Mantova         | Il Popolo della Libertà                    | Annalisa Baroni           |
| Monza e Brianza | Partito Democratico                        | Laura Barzaghi            |
| Monza e Brianza | Partito Democratico                        | Enrico Brambilla          |
| Monza e Brianza | Il Popolo della Libertà                    | Fabrizio Sala             |
| Monza e Brianza | Il Popolo della Libertà                    | Stefano Carugo            |
| Monza e Brianza | Lega Nord                                  | Massimiliano Romeo        |
| Monza e Brianza | Maroni Presidente                          | Lino Fossati              |
| Pavia           | Partito Democratico                        | Giuseppe Villani          |
| Pavia           | Il Popolo della Libertà                    | Mario Giovanni Melazzini  |
| Pavia           | Movimento 5 Stelle                         | Iolanda Nanni             |
| Pavia           | Lega Nord                                  | Angelo Ciocca             |
| Sondrio         | Lega Nord                                  | Ugo Parolo                |
| Varese          | Partito Democratico                        | Alessandro Alfieri        |
| Varese          | Lega Nord                                  | Fabio Rizzi               |
| Varese          | Lega Nord                                  | Francesca Attilia Brianza |
| Varese          | Il Popolo della Libertà                    | Raffaele Cattaneo         |
| Varese          | Il Popolo della Libertà                    | Luca Marsico              |
| Varese          | Movimento 5 Stelle                         | Paola Macchi              |
| Varese          | Maroni Presidente                          | Luca Daniel Ferrazzi      |